# Sprängticka
Sprängticka (Inonotus obliquus) är en svampart som först beskrevs av Erik Acharius och Christiaan Hendrik Persoon men fick sitt nu gällande namn av den tjeckiske mykologen Albert Pilát 1942. Sprängticka ingår i släktet Inonotus och familjen Hymenochaetaceae. Arten är reproducerande i Sverige. Inga underarter finns listade i Catalogue of Life.

## Utbredning och utseende
Sprängticka finns i norra barrskogsbältet, dvs. i norra Europa, Norden, norra USA, Kanada och Ryssland och växer på björk. Sprängticka växer på ungefär 1 av 5 000 björkar. Den växer på björkens stam och är lätt igenkännlig eftersom den har en närmast kolsvart skrovlig yta som ser bränd eller sotig ut. Sprängtickan är en aggressiv parasit som får trädet att utveckla knotor, som anses vara en sjuklig vävnad, som retas fram av svamphyferna. Den egentliga tickan växer resupinat under barken, det vill säga utan att något sticker ut. När tickan ska släppa sina sporer efter fullgången utveckling, spränger den barken och blottar den 5–10 millimeter tjocka fruktkroppen som är ljusbrun till silverskimrande i färgen. Fruktkroppen angrips vanligen snabbt av insekter och blir kortlivad, varför man sällan får se den.

## Chaga
Sprängtickan kallas också chaga (från ryskan: чага (tja:ga)), men på svenska enbart som produktnamn för dess användning som medicinal- och färgsvamp och inom hälsokosten.
Som hälsokost används chaga både till te, kaffe och avkylt som bas i smoothies. Som hälsoprodukt sägs den ha effekt mot psoriasis och följdverkningar av diabetes. Den intas också för att stärka immunförsvaret. Tickan innehåller mycket höga halter av antioxidanter som det mäts enligt ORAC (Oxygen Radical Absorbance Capacity).
Ända sedan 1500-talet har chaga omnämnts som botemedel för cancer, särskilt cancer i mage och lungor. Det har förmodligen varit ett utslag av signaturläran. Betulin, som tickan upptar när den växer på björk, har en tillväxthämmande effekt på vissa typer av cancerceller.
Chaga lanserades i Finland som hälsodryck under namnet Pakurijuoma, men återkallades 2012 av det finska livsmedelsverket på grund av för hög dos av sprängticka. Som nytt livsmedel tillåts sprängticka endast som kosttillskott.

### Plocka och tillreda chaga
Sprängtickan är en eftertraktad svamp som betingar bra betalning för den som har till försäljning. Den omfattas inte av allemansrätten, så den som plockar måste först be om tillstånd av markägaren.
En skördad sprängticka bör kokas till dekokt genast eller torkas i småbitar på låg värme, annars möglar den.

## Fnöske
Sprängtickan har använts vid framställning av fnöske, även om fnösktickan är den art som främst förknippas med fnösktillverkning. Fnöske är ett läderaktigt, lättantändligt material som framför allt framställts från olika tickor, men även annat liknande material. Fnösket har främst förknippats med eldmakande, men har även använts inom sjukvård och till kläder.

## Synonymer
Det vetenskapliga namnet på sprängticka, Inonotus obliquus (Ach. ex Pers.) Pilát 1942, har följande synonymer:
- Fuscoporia obliqua (Ach. ex Pers.) Aoshima 1951[18]
- Xanthochrous obliquus (Ach. ex Pers.) Bourdot & Galzin 1928[19]
- Phellinus obliquus (Ach. ex Pers.) Pat. 1900[20]
- Scindalma obliquum (Ach. ex Pers.) Kuntze 1898[21]
- Mucronoporus obliqua (Ach. ex Pers.) Ellis & Everh. 1889[22]
- Phaeoporus obliquus (Ach. ex Pers.) J. Schröt. 1888[23]
- Fomes obliquus (Ach. ex Pers.) Cooke 1885[24]
- Poria obliqua (Ach. ex Pers.) P. Karst. 1881[25]
- Physisporus obliquus (Ach. ex Pers.) Chevall. 1826[26]
- Polyporus obliquus (Ach. ex Pers.) Fr. 1821[27]
- Boletus obliquus Ach. ex Pers. 1801[28]

## Bildgalleri

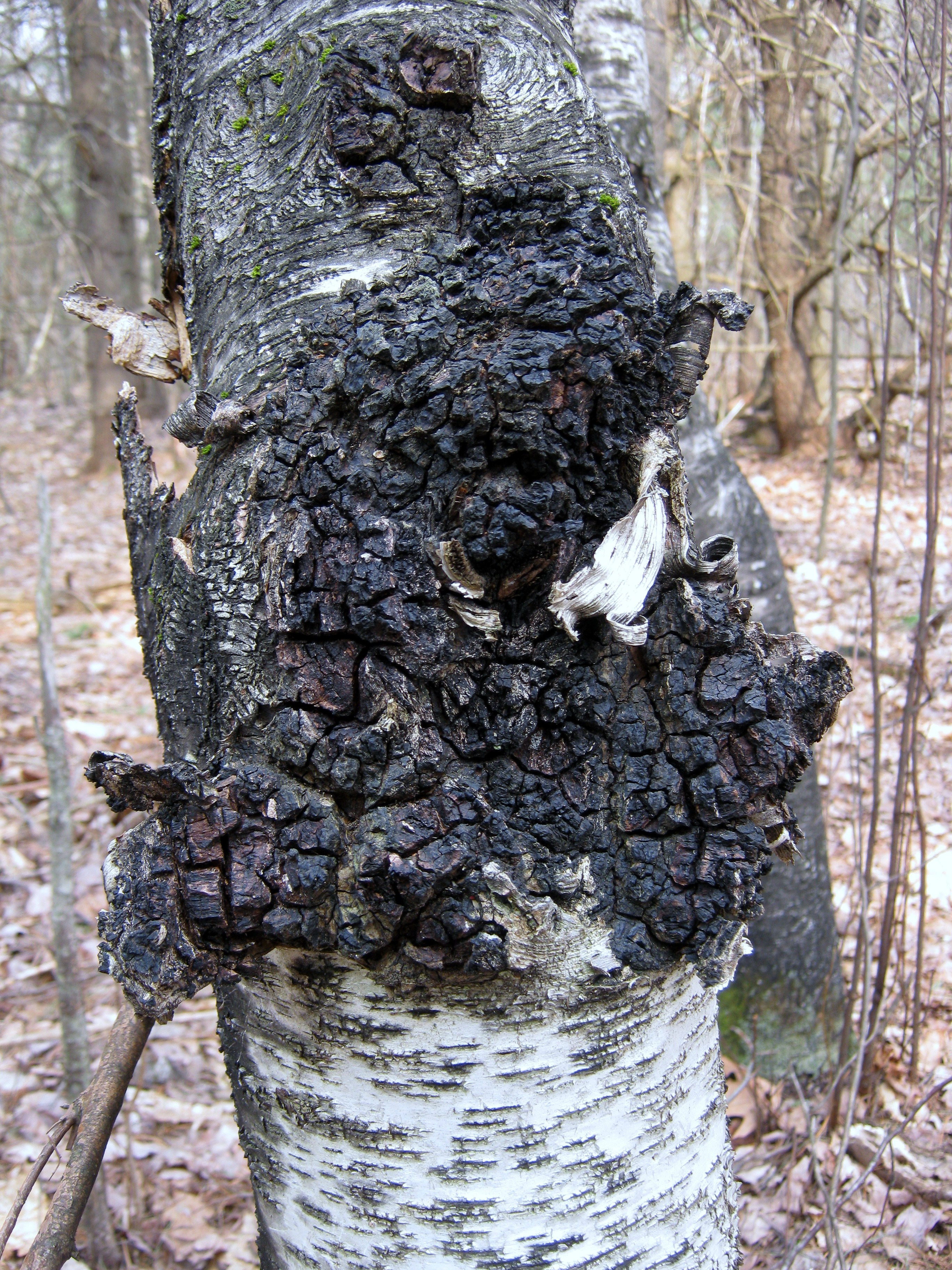
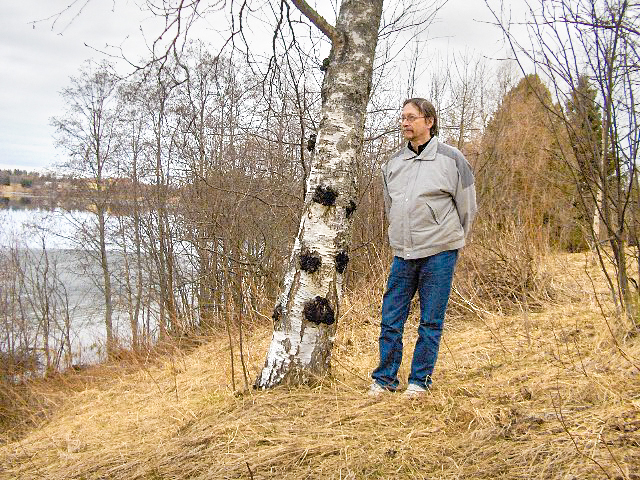
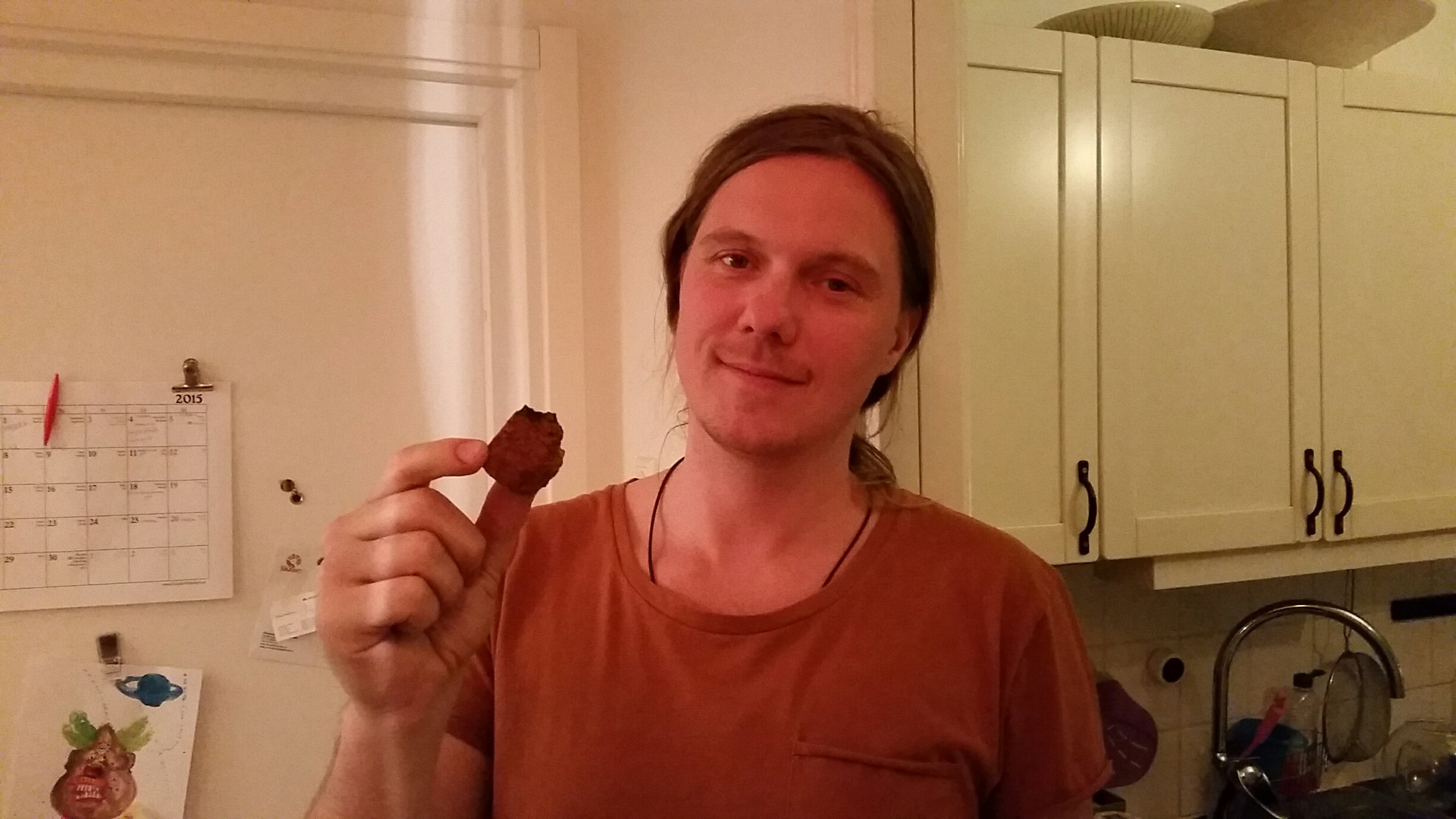